# Livoneca pomatoi
Livoneca pomatoi är en kräftdjursart som beskrevs av Gaillat Airoldi 1940. Livoneca pomatoi ingår i släktet Livoneca och familjen Cymothoidae. Inga underarter finns listade i Catalogue of Life.